# Salvador hadereje
Salvador hadereje három haderőnemből áll: a szárazföldi haderőből, a légierőből és a haditengerészetből.

## Fegyveres erők összlétszáma
- Aktív: 16 800 fő

## Szárazföldi erők
Létszám
15 000 fő
Állomány
- 6 gyalogos dandár
- 8 gyalogos zászlóalj
- 1 tüzér dandár
- 2 műszaki zászlóalj
- 1 gépesített felderítő ezred
- 1 különleges csoport

Felszerelés
- 10 db felderítő harcjármű
- 50 db páncélozott szállító jármű
- 80 db vontatásos tüzérségi löveg

## Légierő
Létszám
1100 fő
Állomány
- 1 harci repülő század
- 1 szállító repülő század
- 1 harci helikopter század
- 1 szállító helikopter század

Felszerelés
- 23 db harci repülőgép
- 20 db harci helikopter
- 11 db szállító repülőgép
- 18 db szállító helikopter

## Haditengerészet
Létszám
700 fő
Hadihajók
- 5 db partvédelmi hajó

Tengerészgyalogság
- 2 század